# Svitlana Krykonchuk
Svitlana Krykonchuk –en ucraniano, Світлана Крикончук– (21 de diciembre de 1984) es una deportista ucraniana que compitió en biatlón. Ganó una medalla de plata en el Campeonato Europeo de Biatlón de 2010, en la prueba de relevos.

## Palmarés internacional
| Campeonato Europeo | Campeonato Europeo | Campeonato Europeo | Campeonato Europeo |
| Año                | Lugar              | Medalla            | Prueba             |
| ------------------ | ------------------ | ------------------ | ------------------ |
| 2010               | Otepää (Estonia)   | Medalla de plata   | Relevos            |